# Antepione sulphuraria
Antepione sulphuraria är en fjärilsart som beskrevs av Alpheus Spring Packard 1873. Antepione sulphuraria ingår i släktet Antepione och familjen mätare. Inga underarter finns listade i Catalogue of Life.